# Onychognathus fulgidus
Estorninho-d'asa-canela ou estorninho-de-asa-canela (Onychognathus fulgidus) é uma espécie de passeriforme da família Sturnidae.
Pode ser encontrada nos seguintes países: Angola, Benim, Camarões, Costa do Marfim, Guiné Equatorial, Gabão, Gana, Guiné, Libéria, Nigéria, República Centro-Africana, República do Congo, República Democrática do Congo, São Tomé e Príncipe, Serra Leoa, Sudão, Tanzânia, Togo e Uganda.